# ペク・ドンス
『ペク・ドンス』（原題：武士 ペク・ドンス、ハングル：무사 백동수）は、2011年7月4日から2011年10月11日までSBSで放送された韓国のテレビドラマ。全29話。

## 概要
イ・ジェホンが原作を、ホン・ギオが作画を担当した漫画である『野餒 白東脩』を原作とする。SBS月火ドラマ（SBS 월화드라마）の一作品。脚本をクォン・スンギュが、演出をイ・ヒョンジク、キム・ホンソンが担当した。
李氏朝鮮後期、正祖の護衛武士を務めた白東脩（백동수）と、正祖暗殺を企てる刺客たちとの対決が作品のテーマとなっている。放送期間中、月・火曜日のドラマ枠ではトップの視聴率を挙げ、当初は24話の予定であったが、29話に延長された。

## 登場人物
登場人物はに基づく。
| 役名                          | 俳優                                      | 作品中の設定等 |
| ペク・ドンス（白東脩）        | チ・チャンウク 少年時代：ヨ・ジング       | ペク・サグェンとパク氏の息子。腕と足に障害がありながらも武術を習得し、護衛武士となる。 |
| ヨ・ウン                      | ユ・スンホ 少年時代：パク・コンテ         | ヨ・チョサンの息子。父に見捨てられ、天のもとで刺客となる。幼い頃からドンスと共に修行し、親友となる。刺客として生きるか、ドンスとの友情に生きるかに葛藤する。天の死後はホン・デジュに従うも、ホン・デジュの謀反の際にはドンスに味方し、世孫の命を救った。最期は、ドンスの手にかかって命を落とす。 |
| ペク・サグェン                | オム・ヒョソプ                            | ペク・ドンスの父。キム・グァンテク、チャン・デポ、フクサモとは同志の間柄だった。 |
| パク氏                        | キム・ヒジョン                            | ペク・サグェンの妻。ペク・ドンスの母。ドンスを産んだ直後に亡くなってしまう。 |
| ヨ・チョサン                  | イ・ゲイン                                | ヨ・ウンの父。殺星（サンソン）のもとに生まれてしまったウンを殺そうとしたが、返り討ちに遭ってしまう。 |
| ファン・ジンジュ              | ユン・ソイ 少女時代：イ・ヘイン           | ペク・ドンスの友人。カオクの娘だが、ジンギに引き取られ、出生の秘密を知らぬまま育てられる。 |
| ユ・ジソン                    | シン・ヒョンビン 少女時代：ナム・ジヒョン | ユ・ソガンの娘。思悼世子の許嫁。北伐之計の秘密を守る一族の生き残り。ドンスとウンの2人から想いを寄せられ、のちにドンスと結ばれる。 |
| ファン・ジンギ                | ソン・ジル                                | ファン・ジンジュの養父。 |
| キム・ホンド（金弘道）        | キム・ダヒョン                            | 朝廷に仕える画家。のちにジンジュと結ばれる。 |
| ユ・ソガン                    | キム・ウンス                              | ユ・ジソンの父。北伐之計の秘密を守る一族の当主。 |
| キム・グァンテク              | チョン・グァンリョル                      | 思悼世子に仕えており、剣仙（コムソン）と称される朝鮮一の武術の達人。赤子だったドンスを自身の左手と引き換えに命を救う。のちにドンスの武術の師匠となる。 |
| 天（チョン）                  | チェ・ミンス                              | 本名はワン・ヨン。黒沙燈籠（フクサチョロン）の頭目。グァンテクとは宿敵であり友でもある。ウンを刺客に育てる。 |
| フクサモ                      | パク・チュンギュ                          | ペク・サグェンとキム・グァンテクの義兄弟。ペク・ドンスが育った村の村長。ドンスにとっては、父親同然の存在。 |
| チャン・デポ                  | パク・ウォンサン                          | ペク・サグェンとキム・グァンテクの義兄弟。フクサモの友人。 |
| ヤン・チョリプ                | チェ・ジェファン 子供時代：シン・ドンウ   | 両班（ヤンバン）の息子。ペク・ドンスとヨ・ウンの親友。 |
| チャン・ミ                    | イ・ジナ                                  | チャン・デポの従姉妹。フクサモに想いを寄せている。 |
| チャン・ミソ                  | ジユ                                      | チャン・デポの娘。チョリプに想いを寄せている。 |
| 地（チ）                      | ユ・ジミン                                | 本名はカオク。黒沙燈籠の一員。先代の天の娘。ファン・ジンジュの実母。 |
| 人（イン）                    | パク・チョルミン                          | 黒沙燈籠の一員。 |
| 思悼（サド）世子              | オ・マンソク                              | 世子（セジャ。王位継承者）。英祖の息子。世孫の父。朝鮮王朝の復興を夢見るが、志半ばで暗殺されてしまう。 |
| 英祖（ヨンジョ）              | チョン・グックァン                        | 李氏朝鮮第21代国王。思悼世子の父。 |
| イ・サン / 正祖（チョンジョ） | ホン・ジョンヒョン                        | 世孫（セソン。次々期王位継承者）。思悼世子の息子。 |
| ホン・デジュ                  | イ・ウォンジョン                          | 老論派の重臣。黒沙燈籠と手を組み、宮中を支配する。のちに兵曹判書となる。 |
| ホン・サヘ                    | カンソン                                  | ホン・デジュの息子。野心家で、出世欲が強い。 |
| イム・スウン                  | チョン・ホビン                            | キム・グァンテクの弟子。思悼世子の護衛武士。 |
| ソ・ユデ                      | アン・ソックァン                          | 将軍。ドンスたちの上司にあたる。 |
| 副官                          | キム・ドンギュン                          | |
| 貞純（チョンスン）王妃キム氏  | クム・ダンビ                              | 英祖の継室。 |
| ホン・グギョン（洪国栄）      | チェ・ジェファン                          | ヤン・チョリプの本名。 |
| クヒャン                      | チェ・ユンソ                              | 黒沙燈籠の一員。妓生（キーセン）を装いながらウンを手助けする。 |

## 韓国国外での放送

### 日本
CS局である衛星劇場にて、2012年4月8日より放送されている他、テレビ東京の関東ローカル枠（韓流プレミア）にて2012年8月から放送された。『剣士 ペク・ドンス』のタイトルが用いられた他、日本語・朝鮮語の二か国語放送に日本語字幕を付ける形で放送が行われた。2015年2月よりサンテレビでも放送が開始された。
日本語版の吹替担当は以下の通り。
- ペク・ドンス：勝杏里
- ヨ・ウン：平川大輔

## 賞とノミネート
| 年度 | 賞          | カテゴリー                         | 受賞者               | 結果       |
| ---- | ----------- | ---------------------------------- | -------------------- | ---------- |
| 2011 | SBS演技大賞 | スペシャルドラマ部門最優秀俳優賞   | チェ・ミンス         | ノミネート |
| 2011 | SBS演技大賞 | スペシャルドラマ部門優秀俳優賞     | チョン・グァンリョル | 受賞       |
| 2011 | SBS演技大賞 | スペシャルドラマ部門優秀女優賞     | ユン・ソイ           | 受賞       |
| 2011 | SBS演技大賞 | スペシャルドラマ部門男性特別演技賞 | イ・ウォンジョン     | ノミネート |
| 2011 | SBS演技大賞 | スペシャルドラマ部門男性特別演技賞 | パク・チョルミン     | ノミネート |
| 2011 | SBS演技大賞 | スペシャルドラマ部門女性特別演技賞 | ユン・ジミン         | ノミネート |
| 2011 | SBS演技大賞 | 新人賞                             | チ・チャンウク       | 受賞       |
| 2011 | SBS演技大賞 | 新人賞                             | シン・ヒョンビン     | 受賞       |